# Haemogregarina anarhichadis
Haemogregarina anarhichadis is een soort in de taxonomische indeling van de Myzozoa, een stam van microscopische parasitaire dieren. Het organisme komt uit het geslacht Haemogregarina en behoort tot de familie Haemogregarinidae. Haemogregarina anarhichadis werd in 1912 ontdekt door D.P. Henry.